# Забайкальские казаки
Забайка́льские казаки́ или Забайка́льское каза́чье во́йско — часть казачьего сословия в России, на территории Забайкалья. Войсковой штаб — в Чите.
Старшинство с 20 августа 1655 года. Войсковой праздник и войсковой круг — 17 (30) марта, в день преподобного Алексия, человека Божьего.

## История

### XVII век

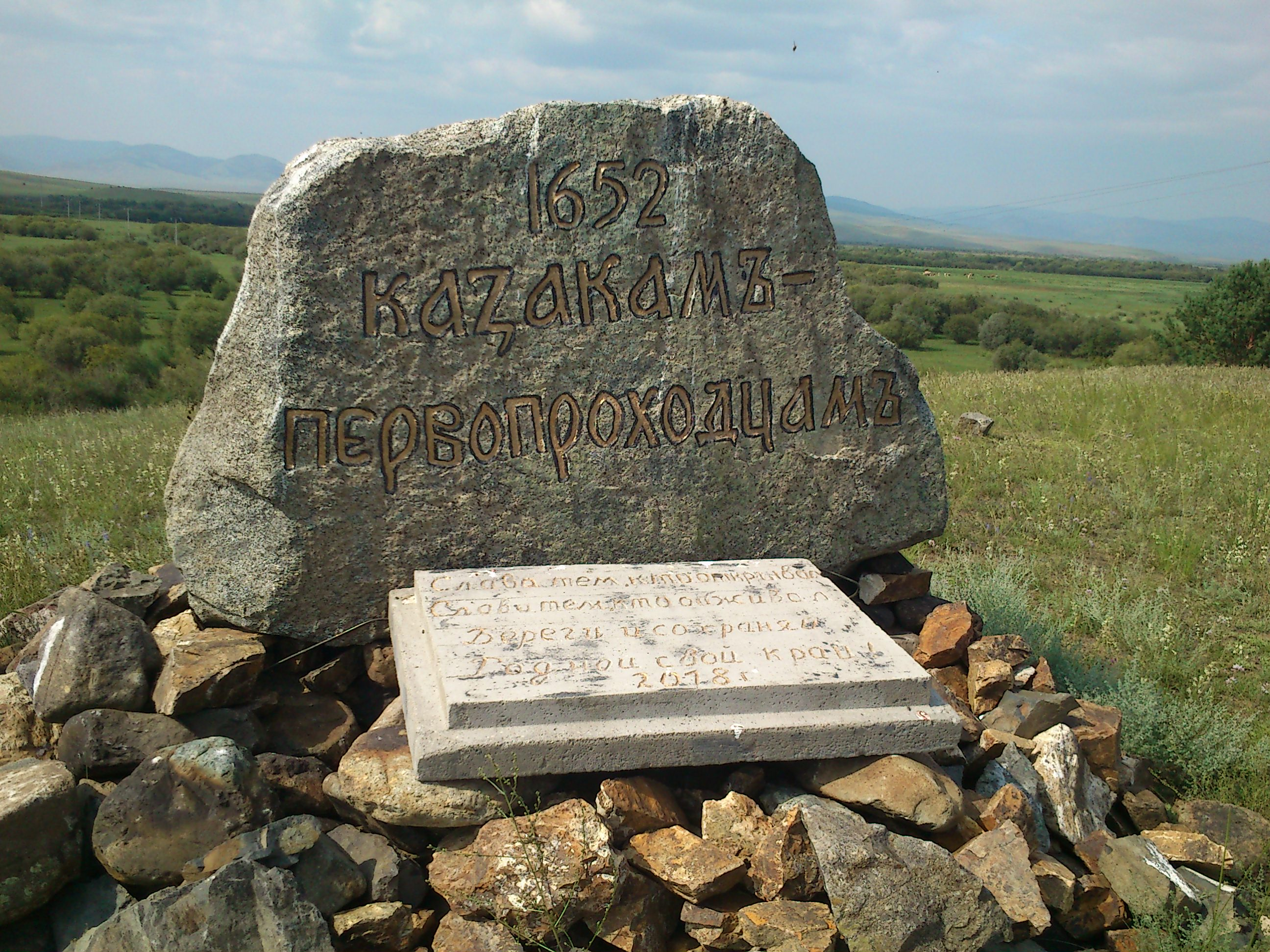
Памятник казакам-первопроходцам в станице Ара-Киреть

Служилые люди, вёрстанные в казачью службу, появились в Забайкалье около 1639 года. С 40-х годов XVII века енисейские и другие сибирские казаки основали все первоначальные забайкальские зимовья и остроги, произвели разведку путей из Предбайкалья до берегов Амура. В начале XVIII века по образцу казачьего войска были организованы иррегулярные воинские формирования бурят и тунгусов (эвенки), которые позже слились с казаками.

### XVIII век
В 1764 году численность бурятских казаков составляла 2400 человек в составе 6 полков, численность казаков-тунгусов — 1 пятисотенный полк. Отличительной особенностью забайкальских казаков был тот факт, что наряду с православием часть из них (буряты) исповедовала буддизм.

### XIX век

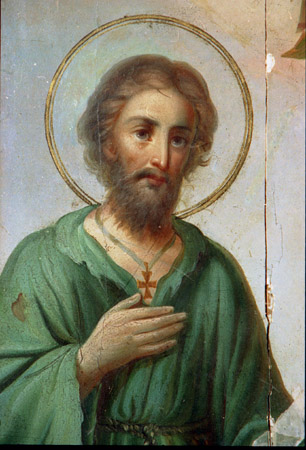
Святой Алексий человек Божий

#### Образование
Забайкальское казачье войско было образовано 17 (30) марта 1851 года приказом императора Николая I, по предложению генерал-губернатора Восточной Сибири Н. Н. Муравьева-Амурского, на территории Забайкалья из части сибирских казаков, бурятских и эвенкийских военных формирований, а также крестьянского населения некоторых районов, в составе трёх конных полков и трёх пеших бригад (1-й, 2-й, 3-й русские полки, 4-й тунгусский (эвенкийский) полк, 5-й и 6-й бурятские полки). Войско несло внутреннюю службу и охраняло государственную границу России с Китаем.
На момент образования в составе Забайкальского казачьего войска числились 48 169 душ мужского пола. Из них большинство (27 136 душ мужского пола) были горнозаводскими крестьянами.

#### Отделение
В 1854 году забайкальские казаки осуществили амурский сплав и основали пограничные посты вдоль границы с Китаем. В 1858 году из Забайкальского войска было выделено Амурское казачье войско. В начале XX века забайкальские казаки выставляли в мирное время одну гвардейскую полусотню, 4 конных полка и две батареи; в Первую мировую войну войско выставило одну гвардейскую полусотню, 9 конных полков, 4 батареи и три запасные сотни.

### XX век

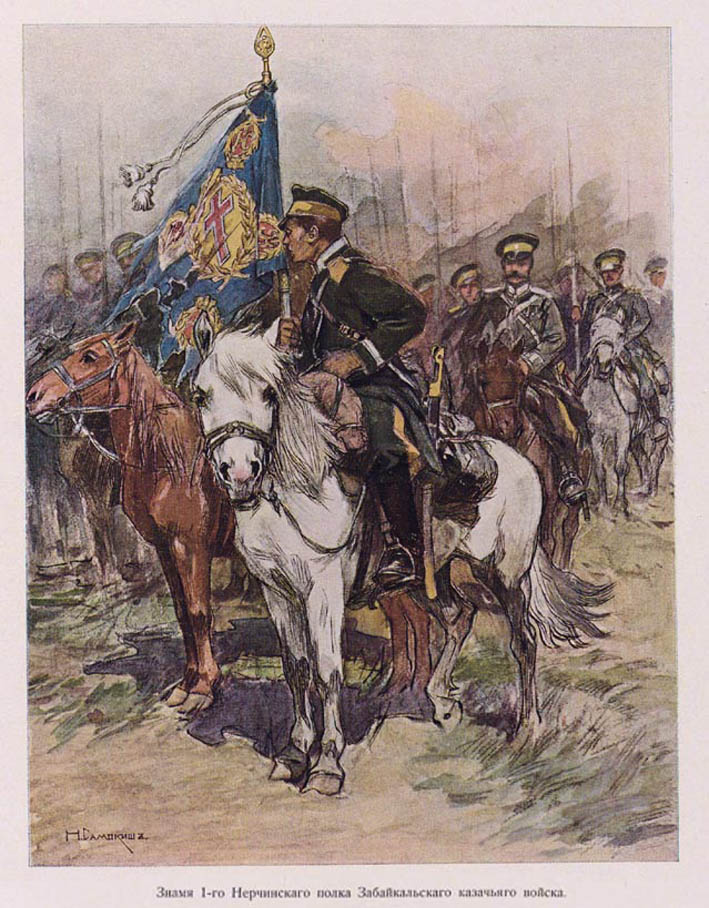
Знамя 1-го Нерчинского полка

В начале XX века забайкальские казаки (как и российское казачество в целом) находились в сложном положении. Роль конницы в боевом деле падала. Казаки имели большие земельные наделы, но воинская повинность была очень обременительной. В начале XX века казаки не получали в России за службу денег или провиантского довольствия, а только земельный надел. При этом казаки должны были являться на службу со своим обмундированием, своими лошадьми и собственным вооружением (кроме огнестрельного). Снаряжение казака в начале XX века стоило около 330 рублей (включая стоимость коня). Регулярная армия все это получала за счет казны. О том, насколько обременительны были эти траты говорят следующие цифры — в начале XX века средний годовой доход на душу мужского населения в казачьих хозяйствах составлял 33 руб. 58 коп.. Это было очень скромной суммой — годовой доход прислуги на Дальнем Востоке в начале XX века составлял 50 — 100 руб., годовое содержание арестанта обходилось в 113 рублей, а необеспеченными считали людей, имевших годовой доход менее 36 руб.. Само Забайкальское казачье войско несло целый ряд повинностей, которые в 1872 году были переведены в денежную форму. В итоге население Забайкальского казачьего войска стало платить в казну ежегодно 70 тыс. руб. денежной общевойсковой подати, 1,5 тыс. руб. на содержание перевозов главных почтовых трактов по войсковой территории и 6,5 тыс. руб. на содержание и ремонт помещений для войсковых учреждений. Также из-за какой-то ошибки забайкальские казаки (в отличие от других казачьих войск) с 1875 по 1906 годы незаконно заплатили подушный сбор на общую сумму в 362 145 руб. (эти деньги так и не были возвращены войску). Уровень жизни забайкальских казаков в начале XX века был невысок, их хозяйства зачастую имели только по одной лошади, которая в мирное время использовалась в гражданских целях, а в военное — как кавалерийская. На 1 января 1904 года в Забайкальском войске числились 31995 нижних чинов и только 34257 строевых лошадей.

#### Походы

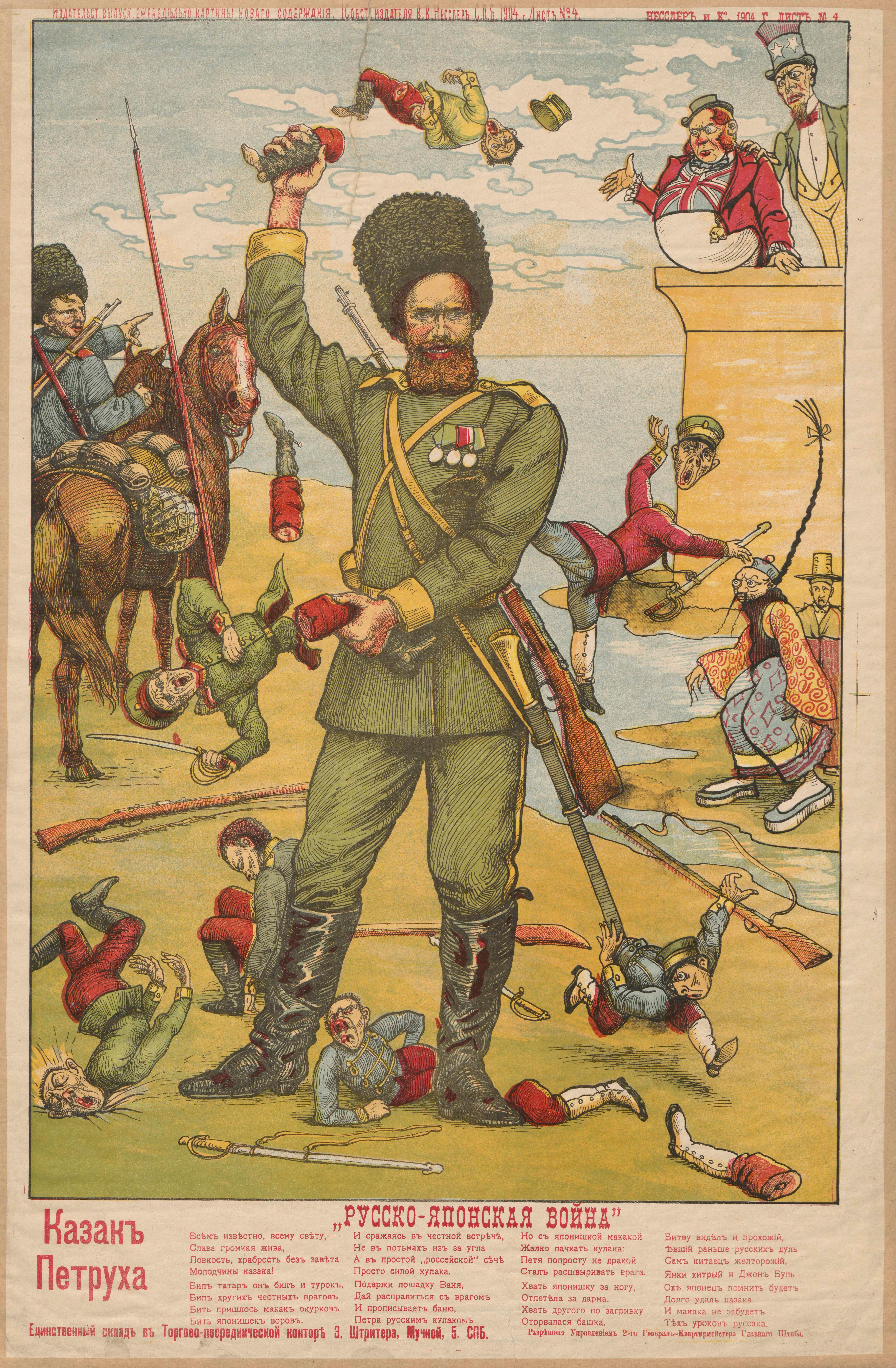
Плакат начала русско-японской войны: «Казак Петруха», 1904 г.

Забайкальские казаки участвовали в подавлении Ихэтуаньского восстания 1899—1901 годов в Китае, в Русско-японской 1904—1905 годов и Первой мировой войнах. В 1916 году население Забайкальского казачьего войска составляло 265 тысяч человек, из них на военной службе состояло 14,5 тысяч.

#### Раскол
После свержения монархии в России в Забайкальском войске уже в марте 1917 года произошел раскол по вопросу о сохранении казачества как сословия. I съезд Забайкальского казачьего войска, прошедший в марте 1917 года в Чите, принял решение о ликвидации казачества и обращении казаков в граждан. Однако многие казаки (в том числе фронтовые части) не признали этого решения и начали активную агитацию за сохранение казачества

#### Гражданская война и ликвидация войска
Во время гражданской войны большая часть казачества активно воевала против большевиков под руководством атамана Г. М. Семёнова и барона Унгерна. В Чите Забайкальский казачий круг избирает Г. М. Семёнова своим войсковым атаманом. Семёнов объявил мобилизацию казаков Забайкальской области — она «прошла блестяще» и численность семеновцев возросла до 70 тысяч человек. Войско выставило 10 полков на борьбу с большевиками. За борьбу с красными казаки награждались Георгиевскими Крестами Особого Маньчжурского Отряда. Некоторые казаки поддержали красных.
В 1920 году Забайкальское войско, как и прочие казачьи войска в Советской России, было ликвидировано. После поражения атамана Семёнова примерно 15 % казаков вместе с семьями ушли в Маньчжурию, где обосновались, создав свои станицы (Трёхречье). В Китае они поначалу тревожили набегами советскую границу, а затем замкнулись и жили своим бытом до прихода Советской Армии в 1945 году. Позднее некоторые из них эмигрировали в Австралию (Квинсленд). Часть казаков в 1960-е годы вернулась в СССР и была поселена в Казахстане. Потомки смешанных браков остались в Китае.

Несли службу в Забайкальском войске
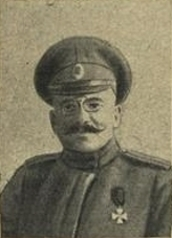
Феодосий Веселаго
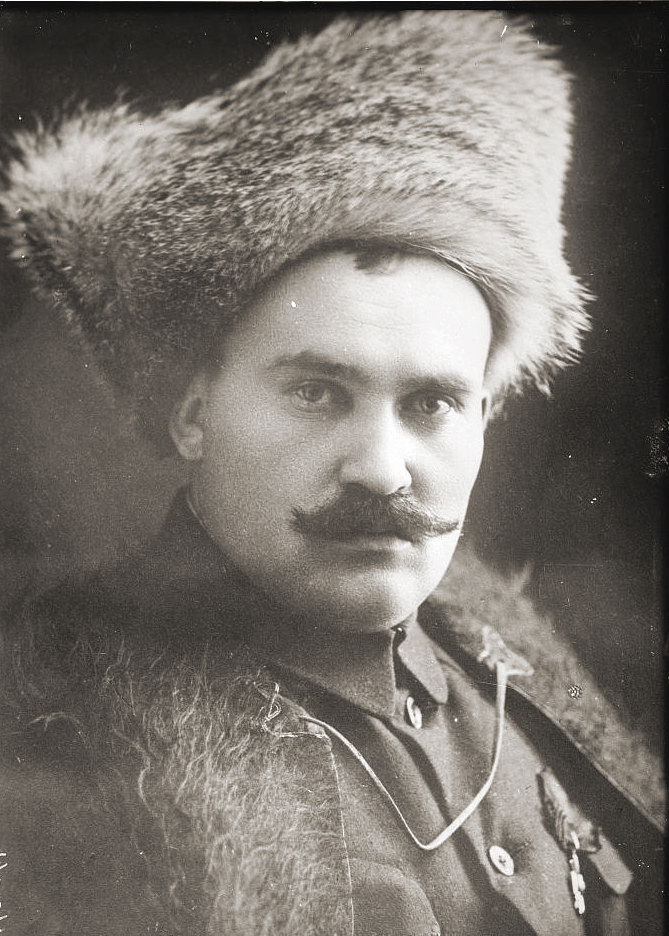
атаман Семёнов
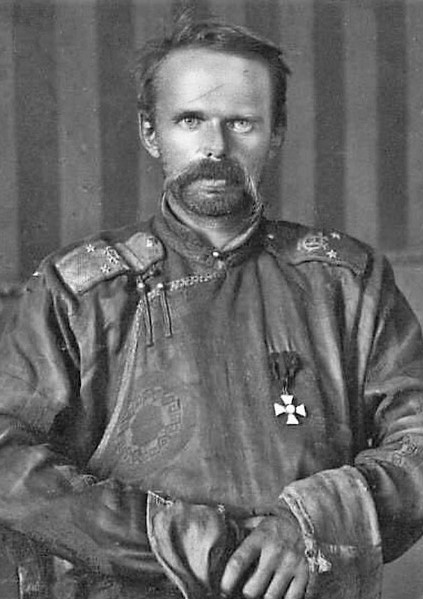
барон Унгерн
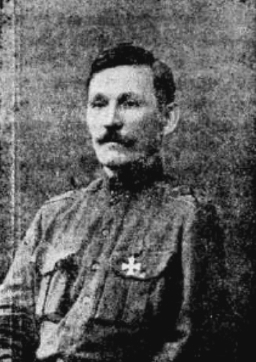
Алексей Бакшеев
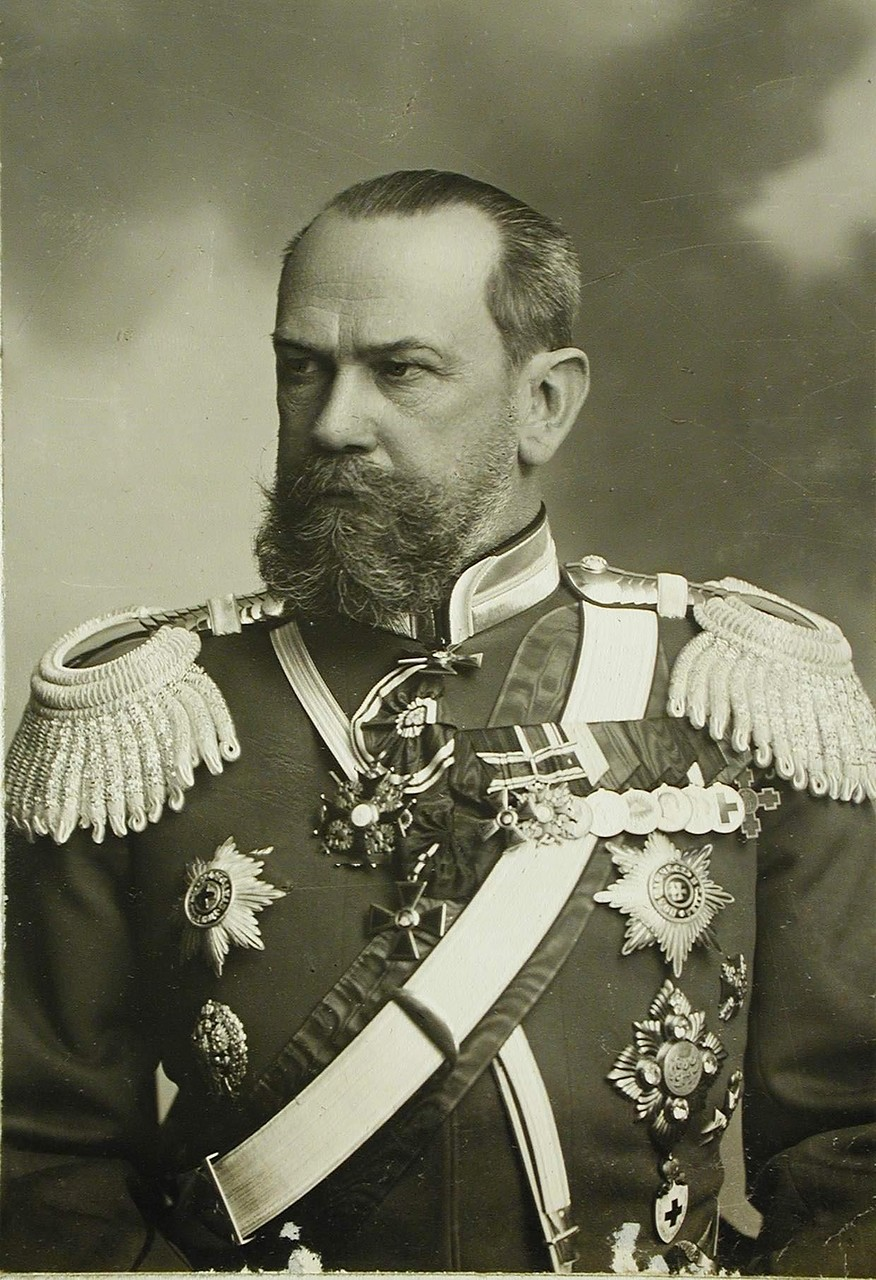
Алексей Эверт

## Образовательные учреждения
В 1859 году в ведение Забайкальского казачьего войска была передана Русско-монгольская войсковая школа. Кроме этой школы, войско содержало: полковые, батальонные и поселковые школы.
В 1872 году, по официальным данным, существовало:
- 6 полковых школ (включая русско-монгольскую);
- 12 батальонных школ (Кайдаловская, Шелопугинская, Красноярская, Донинская, Аргунская, Сретенская, Ломовская, Ундинская, Новотроицкая, Торгинская, Кударинская, Харацайская);
- около 200 поселковых школ.

Полковые школы содержались на средства окружного интендантского управления. Батальонные школы содержались на средства войскового правления, которое ежегодно отпускало на содержание 12 школ 1165 рублей, 44 копейки. 10 беднейшим ученикам батальонных школ выделялось по 8 рублей каждому. В полковые и батальонные школы поступали ученики, окончившие поселковые школы. Поселковые школы содержались родителями учеников, или всеми жителями посёлка.
По приказу Государственного Совета, Высочайше утверждённому 31 мая 1872 года, в ведение Министерства народного просвещения были переданы полковые и батальонные школы.

## Полные кавалеры Георгиевского креста

Полные кавалеры знака ордена Святого Георгия
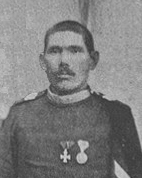
Жаркой Семён
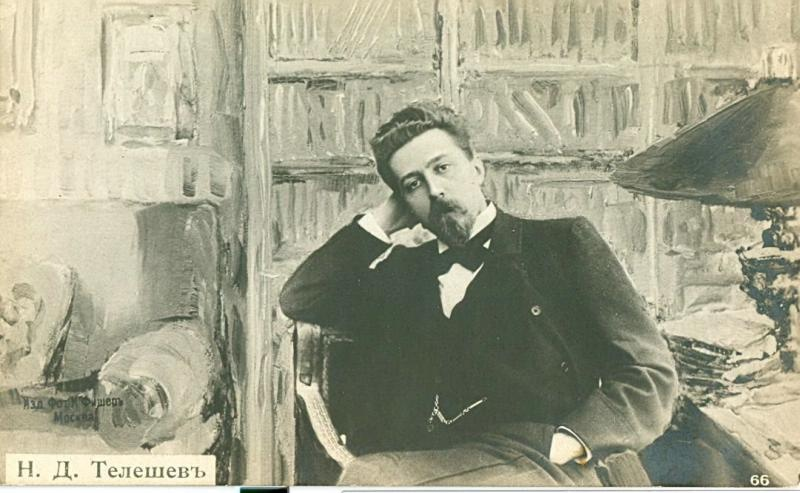
Телешов Пантелей Прокофьевич
Топорков Сергей Михайлович

1. фельдшер Михаил Алексеев
2. вахмистр Хрисанф Бородин
3. вахмистр Степан Булатецкий
4. прапорщик Афанасий Власьевский
5. старший урядник Семен Жаркой
6. прапорщик Захарий Корицкий
7. старший урядник Бадможа-Цырен Очиров
8. вахмистр Федор Сюсин
9. подхорунжий Пантелей Телешов
10. подхорунжий Михаил Томашевский
11. сотник Андрей Чугуевский
12. зауряд-прапорщик Прокопий Чупров

## Структура

### Войсковые части
Полки назывались по имени центрального поселения: Аргунский, Верхнеудинский, Читинский, Нерчинский.
В начале 1905 года была проведена мобилизация. На действительной службе состояли следующие казачьи части:
| № п/п | Войсковая часть                        | Офицеров | Строевых | Нестроевых |
| ----- | -------------------------------------- | -------- | -------- | ---------- |
|       | Первоочередные части                   |          |          |            |
| 1.    | 1-й Верхнеудинский конный полк         | 47       | 923      | 63         |
| 2.    | 1-й Читинский конный полк              | 36       | 766      | 50         |
| 3.    | 1-й Аргунский конный полк              | 33       | 894      | 57         |
| 4.    | 1-й Нерчинский конный полк             | 3        | 855      | 46         |
| 5.    | 1-я Забайкальская казачья батарея      | 7        | 266      | 18         |
| 6.    | 2-я Забайкальская казачья батарея      | 9        | 271      | 15         |
|       | Льготные части                         |          |          |            |
| 1.    | 2-й Верхнеудинский конный полк         | 38       | 928      | 84         |
| 2.    | 3-й Верхнеудинский конный полк         | 29       | 913      | 63         |
| 3.    | 2-й Аргунский конный полк              | 37       | 905      | 75         |
| 4.    | 2-й Читинский конный полк              | 37       | 920      | 77         |
| 5.    | 2-й Нерчинский конный полк             | 32       | 938      | 65         |
| 6.    | 3-я Забайкальская казачья батарея      | 6        | 259      | 16         |
| 7.    | 4-я Забайкальская казачья батарея      | 10       | 258      | 18         |
| 8.    | 4-й Забайкальский пеший батальон       | 15       | 520      | 83         |
| 9.    | 5-й Забайкальский пеший батальон       | 13       | 565      | 80         |
| 10.   | 6-й Забайкальский пеший батальон       | 24       | 572      | 68         |
|       | Кадровые части                         |          |          |            |
| 1.    | 1-я Запасная конная сотня              | 4        | 253      | -          |
| 2.    | 2-я Запасная конная сотня              | 3        | 216      | -          |
| 3.    | Артиллерийский запасной взвод          | 2        | 83       | -          |
| 4.    | Пешая запасная сотня                   | 3        | 311      | -          |
|       | Нештатные части                        |          |          |            |
| 1.    | 20 конных отрядов                      | 7        | 1904     | 96         |
| 2.    | Три отдельных конских запаса           | -        | 349      | -          |
| 3.    | Конвой при штабе 1-й Сибирской дивизии | 1        | 22       | -          |

1-й Нерчинский казачий полк носил имя Его императорского высочества наследника цесаревича. Старшинство полка, особое от войска, не установлено. Полковой праздник — общий с войском. Боевые награды и отличия полка: 1) полковое знамя простое, первоначально пожаловано русскому 3-му полку Забайкальского казачьего войска 6 декабря 1852 года, 2) четыре серебряные Георгиевские трубы с надписью «За Эюр, Хинган и Цицикар в 1900 году» — в 1-й и 2-й сотнях. Получены 19 февраля 1903 года.
У конных полков 1-го Верхнеудинского, 1-го Читинского, 1-го Аргунского старшинство, особое от войска, не установлено. Полковой праздник — общий с войском. 1-я Забайкальская казачья батарея носила имя Его императорского высочества наследника цесаревича. Романов Алексей Николаевич (1904—1918) — вечный шеф батареи с 6 мая 1910 года.
Для 1-й и 2-й Забайкальских казачьих батарей старшинство, особое от войска, не установлено. Полковой праздник — общий с войском. Так же в составе войска существовал Казачий конвой российского охранного отряда в Пекине.
Отличием Забайкальского казачьего войска от других казачьих войск было преобладание среди высшего офицерского состава армейских офицеров. На 1 января 1904 года среди генералов, штаб- и обер-офицеров Забайкальского казачьего войска представителей невойскового сословия было 53,5 % (в Донском казачьем войске этот показатель составлял 0,9 %).

### Командование
Во главе Забайкальского казачьего войска стоял наказной атаман, подчинявшийся генерал-губернатору Сибири. Атаман совмещал права начальника дивизии и губернатора. При нём было учреждено два комитета: войсковое дежурство (для ведения военных дел) и войсковое правление (для ведения хозяйственных дел). Высшей формой организации казаков была бригада (всего было 6 бригад), которая делилась на полки (500—600 бойцов), а те на сотни.

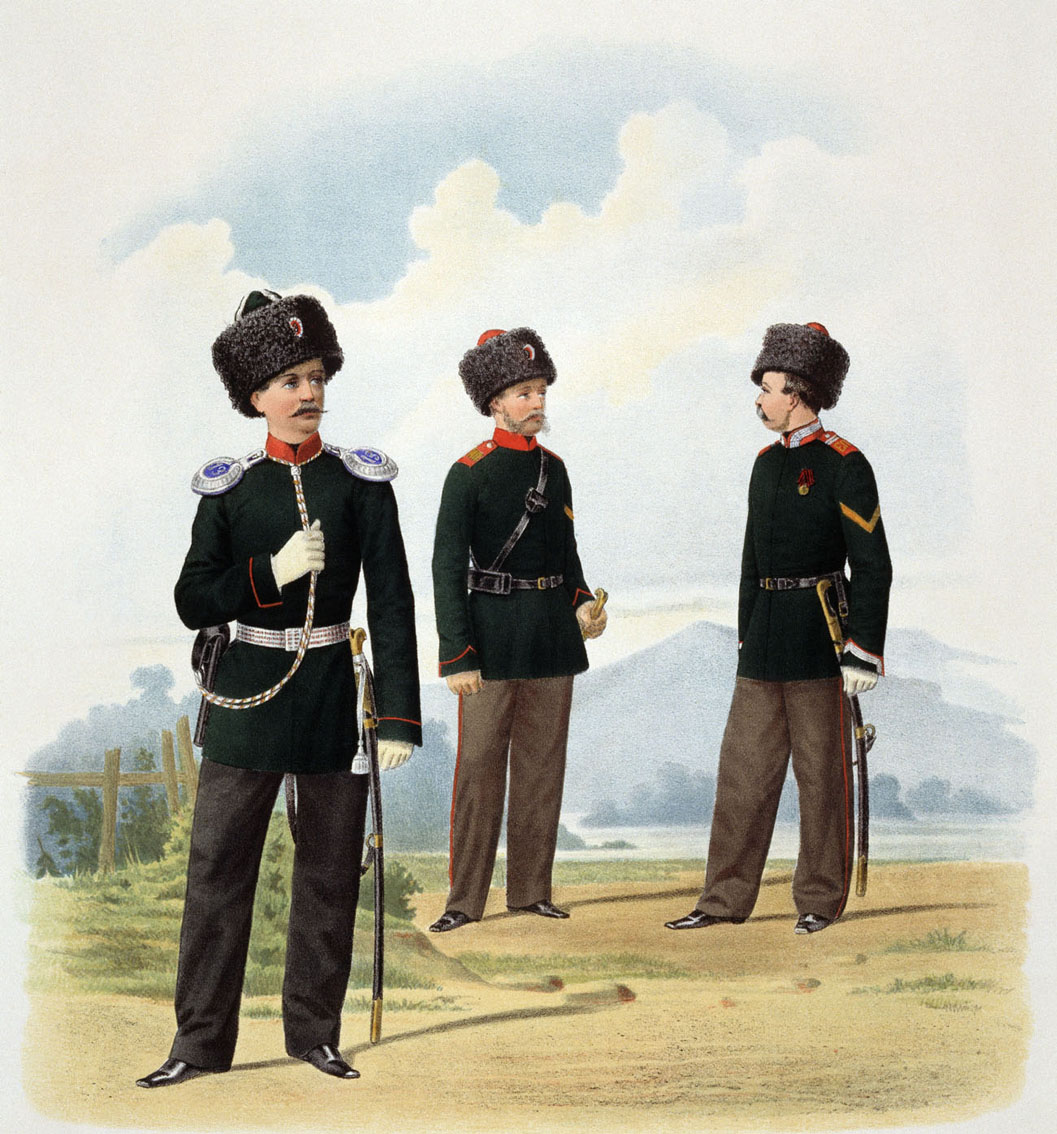
Пиратский К. К. Пешие батальоны Забайкальского казачьего войска и конные: Иркутский и Енисейский казачьи полки, 1867 г.
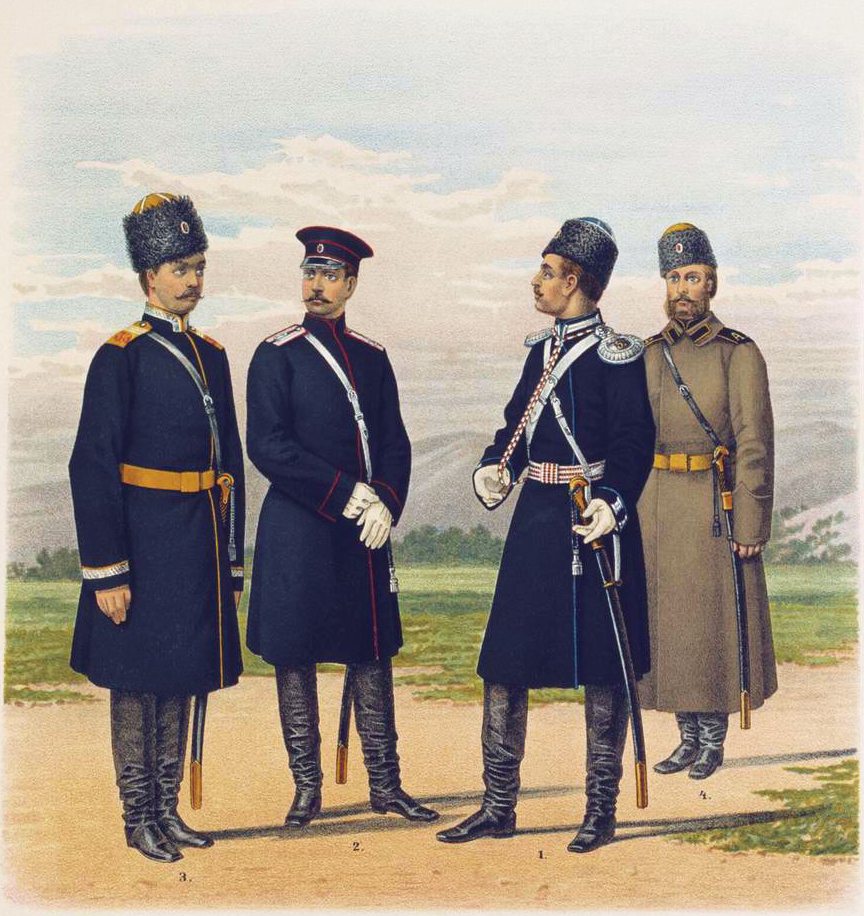
1 и 2) Обер-Офицеры: Оренбургского и Семиреченского войска, 3) Урядник Забайкальского войска и 4) Рядовой Амурского войска. 1892 г.
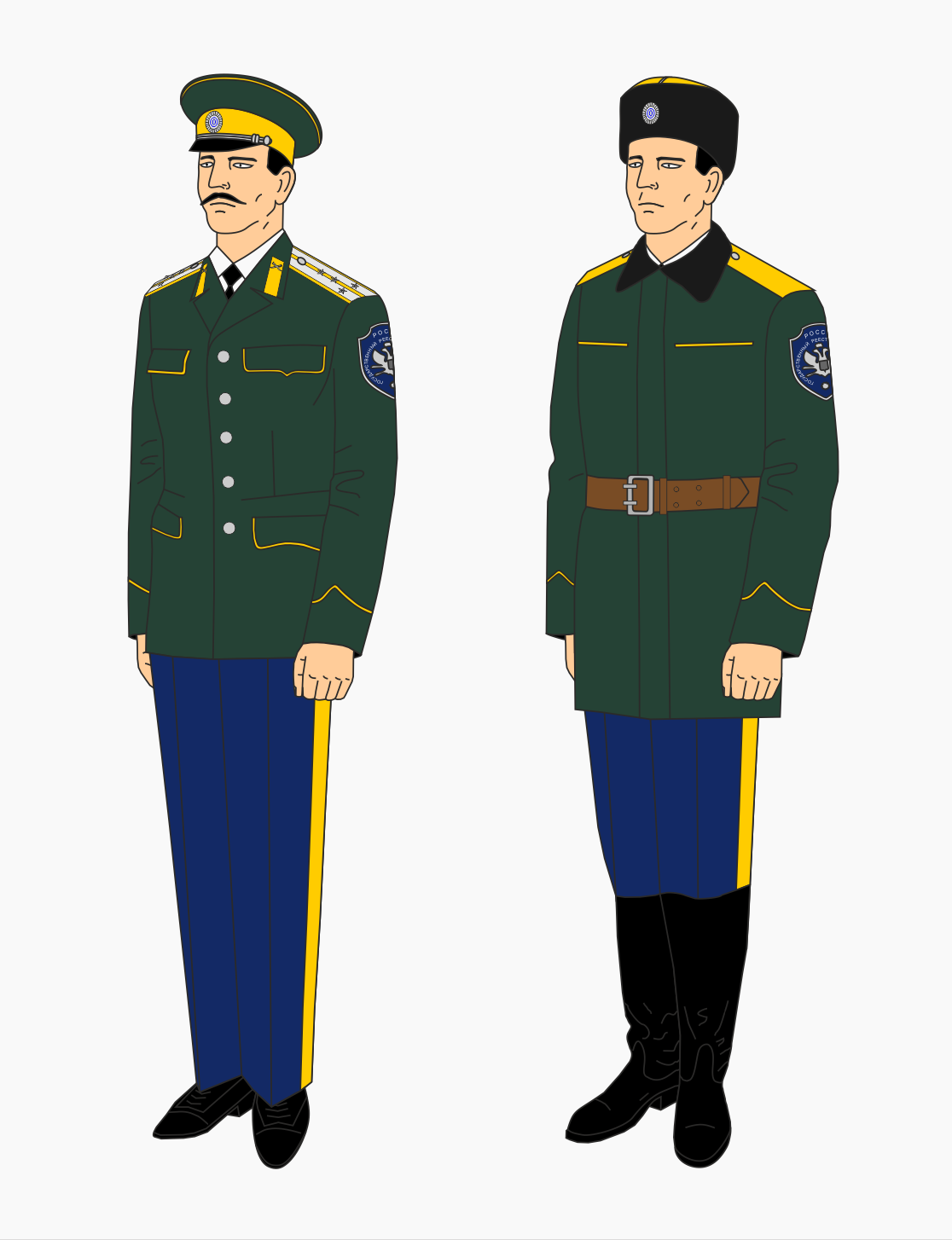
Форма забайкальских казаков

## Территориальное деление

Карта земель Забайкальского казачьего войска, и отдельных Иркутского и Енисейского конных полков и Якутского пешего городового казачьего полка в Восточной Сибири в 1858 году.

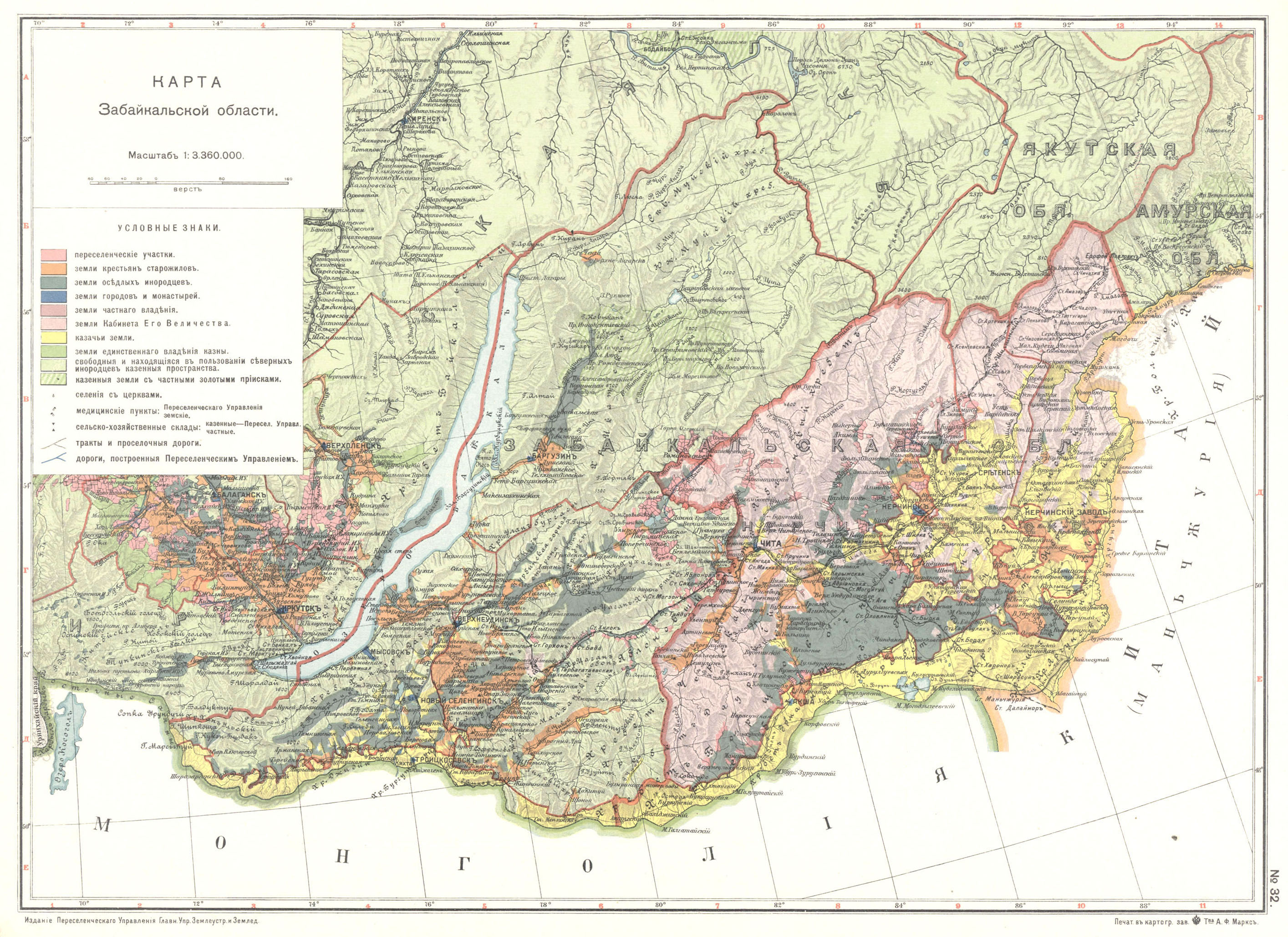
Земли Забайкальского казачьего войска (жёлтый цвет) на карте Забайкальской области (конец XIX — начало XX века)

### 1-й отдел
Станицы
1. Аракиретская,
2. Атамано-Николаевская (Харацайская),
3. Боргойская,
4. Босинская,
5. Верхнеудинская,
6. Гыгетуйская,
7. Желтуринская,
8. Киранская,
9. Кударинская,
10. Мензинская,
11. Мурочинская,
12. Селенгинская,
13. Усть-Урлукская,
14. Харьястская,
15. Цаган-Усунская,
16. Цакирская,
17. Шарагольская,
18. Янгажинская.

### 2-й отдел
Станицы
1. Акшинская,
2. Быркинская,
3. Букукунская,
4. Верхнеульхунская,
5. Донинская,
6. Дуроевская,
7. Дурулгуевская,
8. Зоргольская,
9. Калгинская,
10. Мангутская,
11. Манкечурская,
12. Могойтуевская,
13. Улятуевская,
14. Цаган-Олуевская,
15. Чиндант-Гродековская,
16. Чиндантская 2-я.

### 3-й отдел
Станицы
1. Ботовская
2. Жидкинская,
3. Ильдиканская,
4. Кайдаловская,
5. Кулаковская,
6. Куларская,
7. Куенгинская,
8. Курлыченская,
9. Ломовская,
10. Маккавеевская,
11. Митрофановская,
12. Новотроицкая,
13. Размахнинская,
14. Сретенская,
15. Титовская,
16. Торгинская,
17. Ундинская,
18. Усть-Теленгуйская.

### 4-й отдел
Станицы
1. Актагучинская,
2. Аргунская,
3. Аркиинская,
4. Богдатская,
5. Больше-Зерентуйская,
6. Дог-Инская (рядом с Газимурским заводом),
7. Копунская,
8. Красноярская,
9. Олочинская,
10. Онон-Борзинская,
11. Усть-Уровская,
12. Чалбучинская,
13. Шелопугинская.

### 5-й отдел (Австралийский отдел)

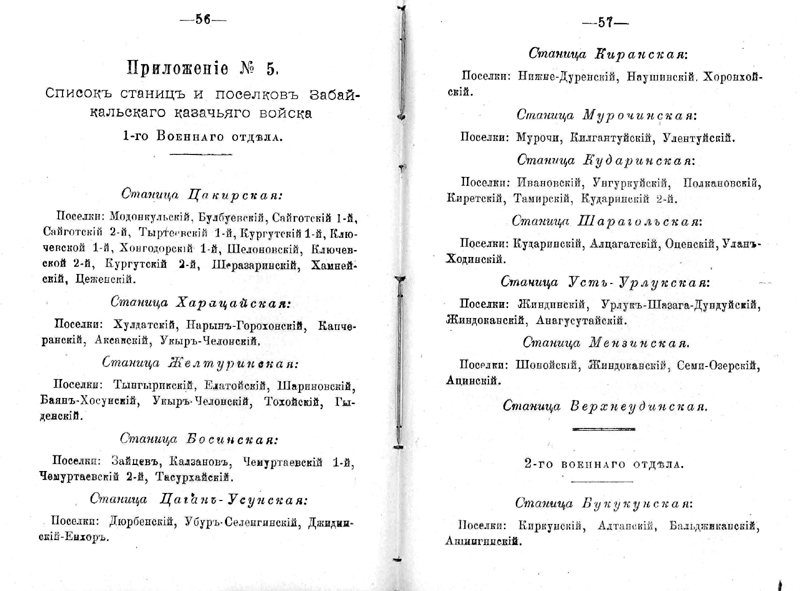
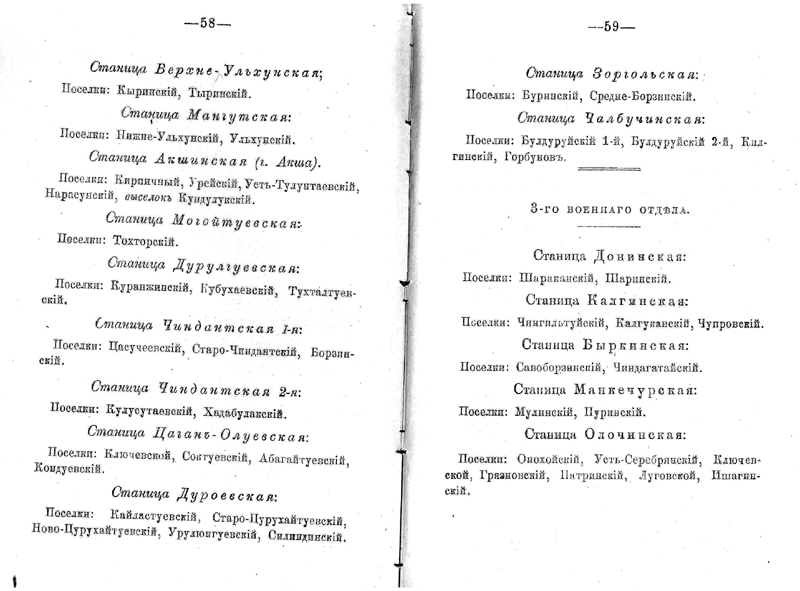
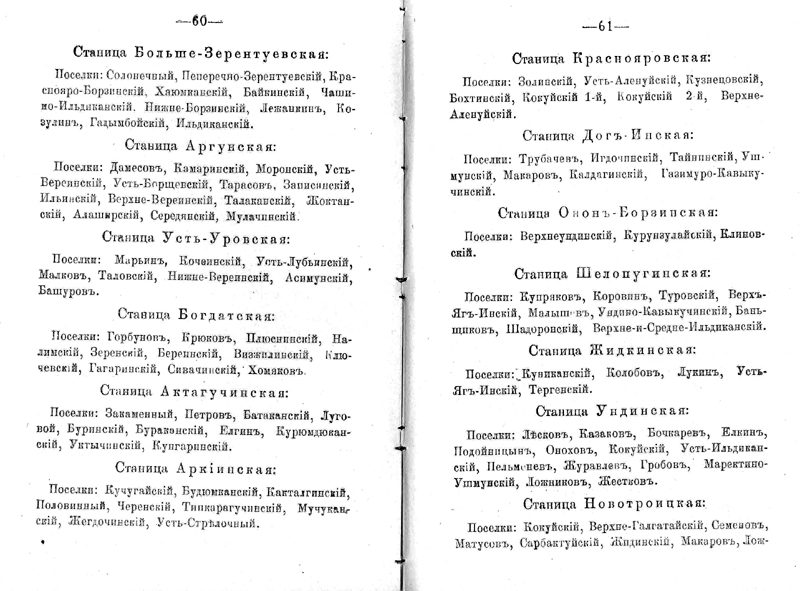
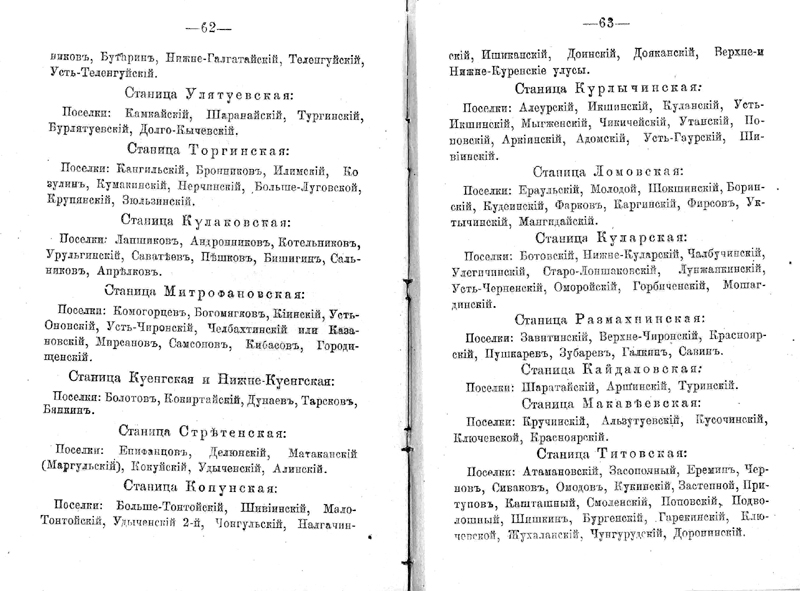

Станицы
1. Аделаидская,
2. Брисбенская,
3. Джелонгская,
4. Мельбурнская,
5. Сиднейская,
6. Тасманская.

Станицы и посёлки Войска

## Знаки различия

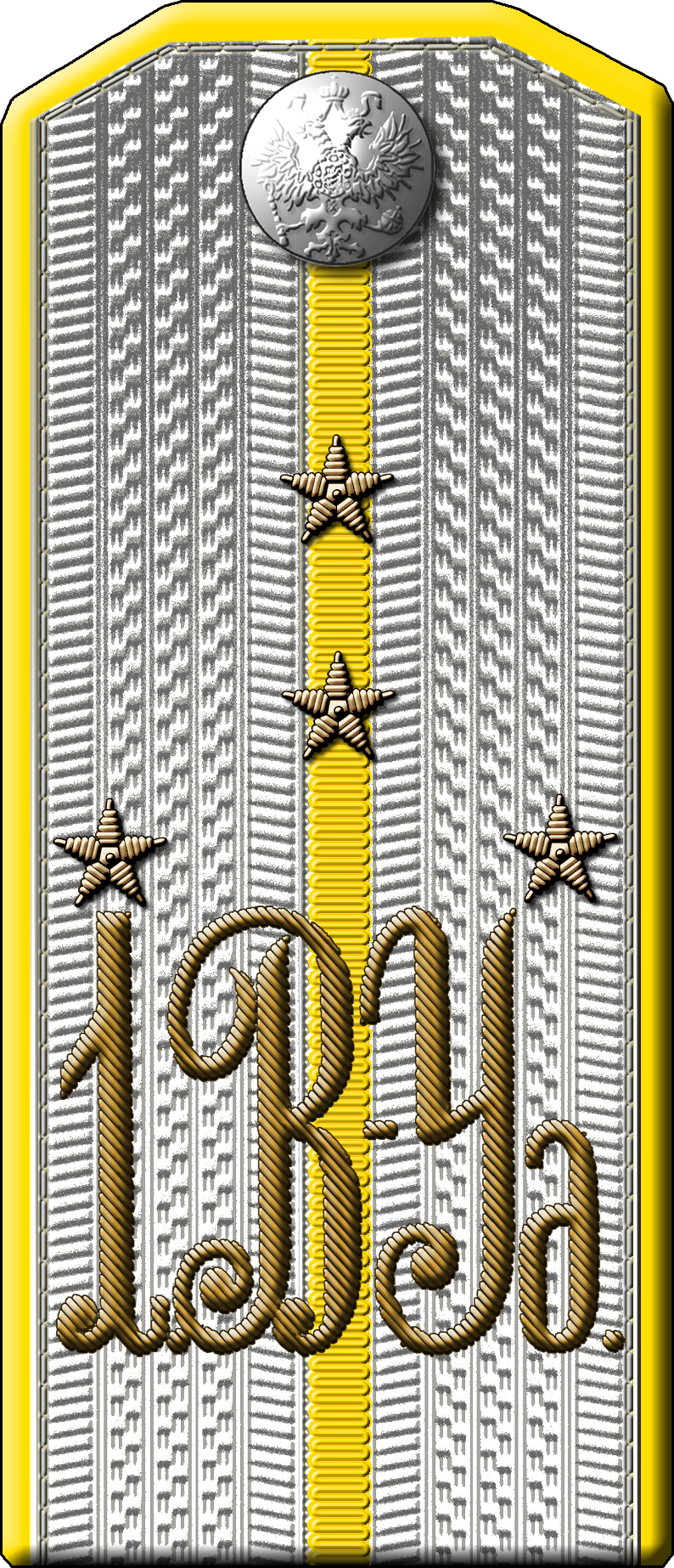
Погон: Подъесаул 1-го Верхнеудинского конного полка

### Знамя
Знамя Забайкальского казачьего войска представляет собой полотнище войсковых цветов с изображением лика Спаса Нерукотворного. На знамени надпись: «С нами Бог».
Оно было пожаловано Забайкальскому казачьему войску 19 февраля 1903 года за подвиги, проявленные во время похода в Китай в 1900—1901 годах. Полотнище было тёмно-зелёное, кайма жёлтая, шитье серебряное, икона — Спас Нерукотворный. https://ivchess.com/forma-i-znaki-otlichiya-zabajkalskogo-kazachego-vojska
Знамёна войска полковником Казаковым были вывезены в Шанхай, где хранились до 1945 года. В 1945 году переданы Советскому консульству и ныне хранятся в запасниках Артиллерийского музея (ВИМАИВиВС) в г. Санкт-Петербурге.

### Хоругвь
Хоругвь представляет собой полотнище войсковых цветов с изображением лика Преподобного Алексия человека Божия

Хоругви
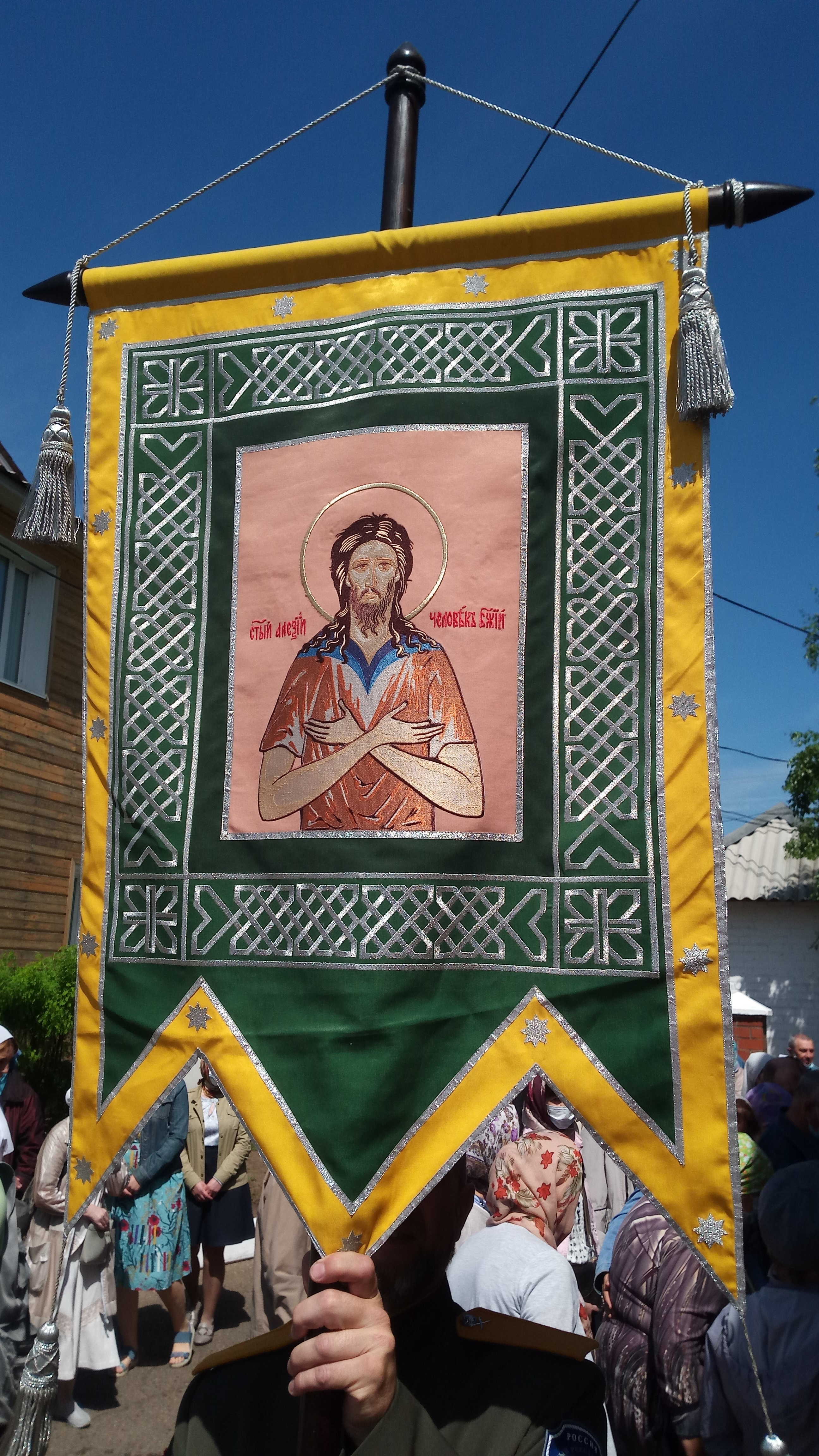
Хоругвь Окружного казачьего общества «Верхнеудинское»
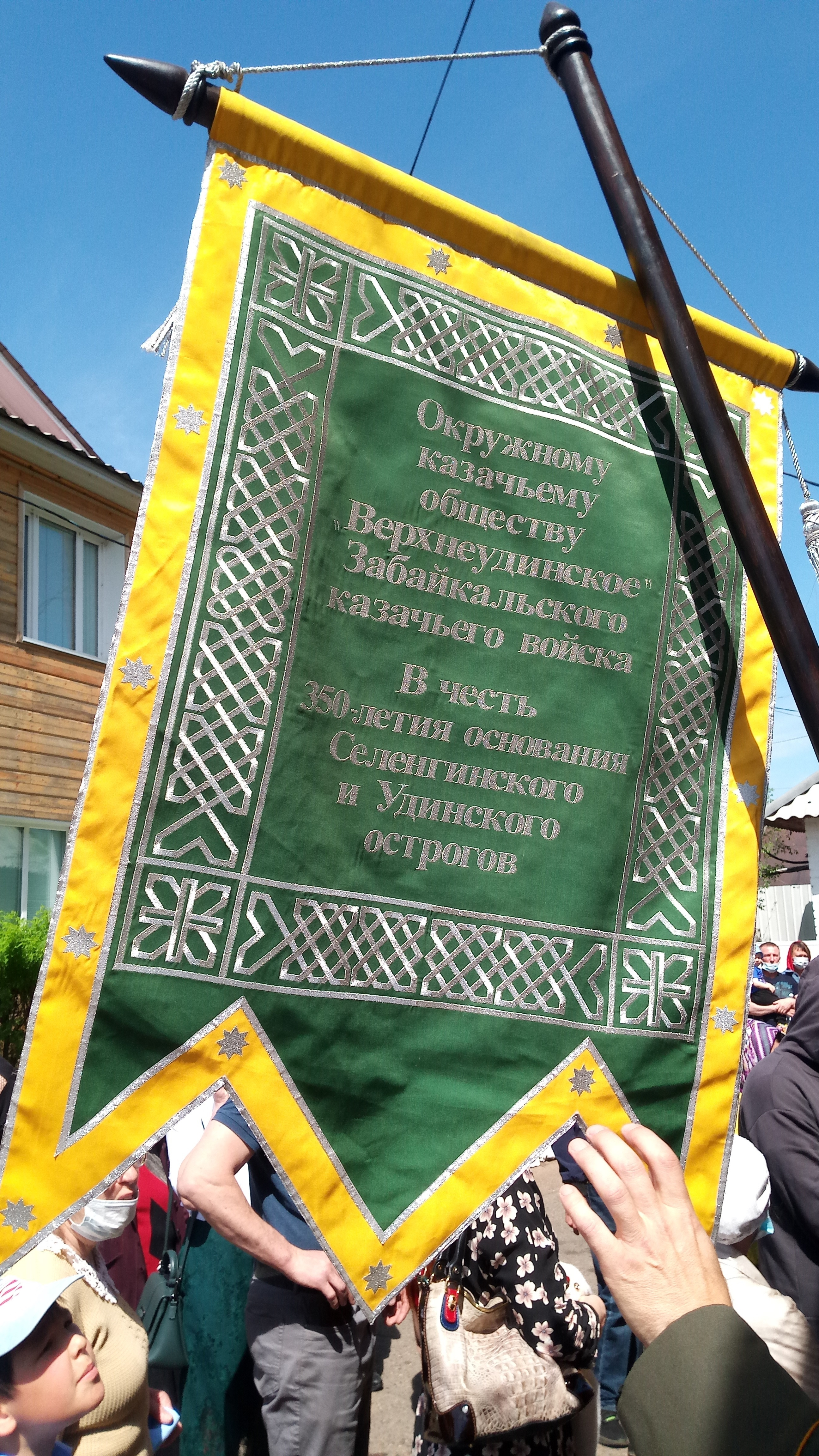
Хоругвь Окружного казачьего общества «Верхнеудинское»

### Цвета

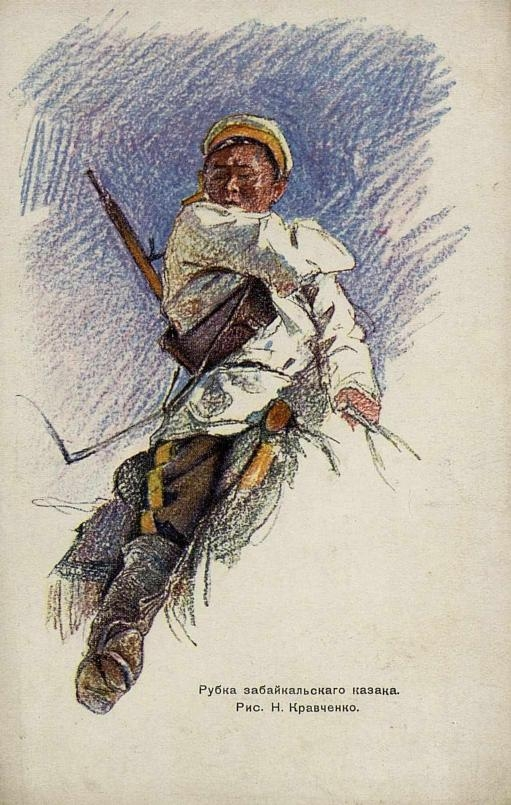
Рубка забайкальского казака

Забайкальские казаки традиционно носили жёлтые лампасы, погоны, верх папахи, клапаны шинелей и околыши фуражек, и тёмно-зелёные мундир и чекмень.
Цвет погона, лампаса и околыша фуражки определялся тем, в конном полку или артиллерийской батарее служит казак. Полковые погоны были жёлтого цвета, «батарейные» — красного. 
Так казаки, нёсшие службу на Батарейной горе города Верхнеудинска, носили лампасы и околыши красного цвета.

## Художественная литература

Художественный фильм «Даурия»

- Константин Седых. «Даурия» (роман). «Отчий край» (продолжение романа «Даурия»).
- Василий Балябин. «Забайкальцы» (роман в четырёх книгах).
- Виктор Сергеев. «Унтовое войско» (роман).
- А. Е. Маковкин «1-й Нерчинский полк Забайкальского Казачьего войска 1898—1906» (исторический очерк)

## Кинематограф
«Даурия» — двухсерийный художественный фильм, поставленный режиссёром Виктором Трегубовичем по мотивам одноимённого романа Константина Седых, киностудия «Ленфильм», 1971 год.

## Документалистика
- Документальный фильм. Режиссер Сергей Головецкий. Сценаристы: Анатолий Леонов, Сергей Головецкий. Продюсер Юлия Леонова. Оператор-постановщик Ирина Уральская. Студия социального кино «Вифсаида». 2015 г (7 июля 2018). Забайкальская одиссея.  94 мин. Россия-Культура. {{cite episode}}: |series= пропущен или пуст (справка); Внешняя ссылка в |credits= (справка)

## Современность
В эпоху советской Перестройки началось возрождение забайкальского казачества. В 1990 году в Москве был созван Большой казачий круг, на котором в числе прочих было принято решение о воссоздании Забайкальского казачьего войска.
В 1991 году был образован ансамбль песни и пляски «Забайкальские казаки».
С 1993 года атаманом Забайкальского казачьего войска был Александр Васильевич Богданов.
По приказу атамана ЗКВО С. Г. Боброва в июне 2011 года в Австралии образовано Отдельское казачье общество «Посольский Австралийский Отдел» из числа диаспоры потомков казаков-переселенцев из Забайкалья. Основная деятельность общества — развитие дружбы и сотрудничества между народами; укрепление связей с казачеством за рубежом; культурное, духовное и нравственное воспитания молодёжи, сохранение и развитие казачьих традиций и обычаев за рубежом.
В 2010 году в Чите был избран атаманом Забайкальского казачьего войска Сергей Бобров.
30 марта 2011 года забайкальские казаки отметили 160-летие своего войска.
30 марта 2014 года атаманом Забайкальского казачьего войска был избран заместитель председателя правительства Забайкальского края Геннадий Чупин.

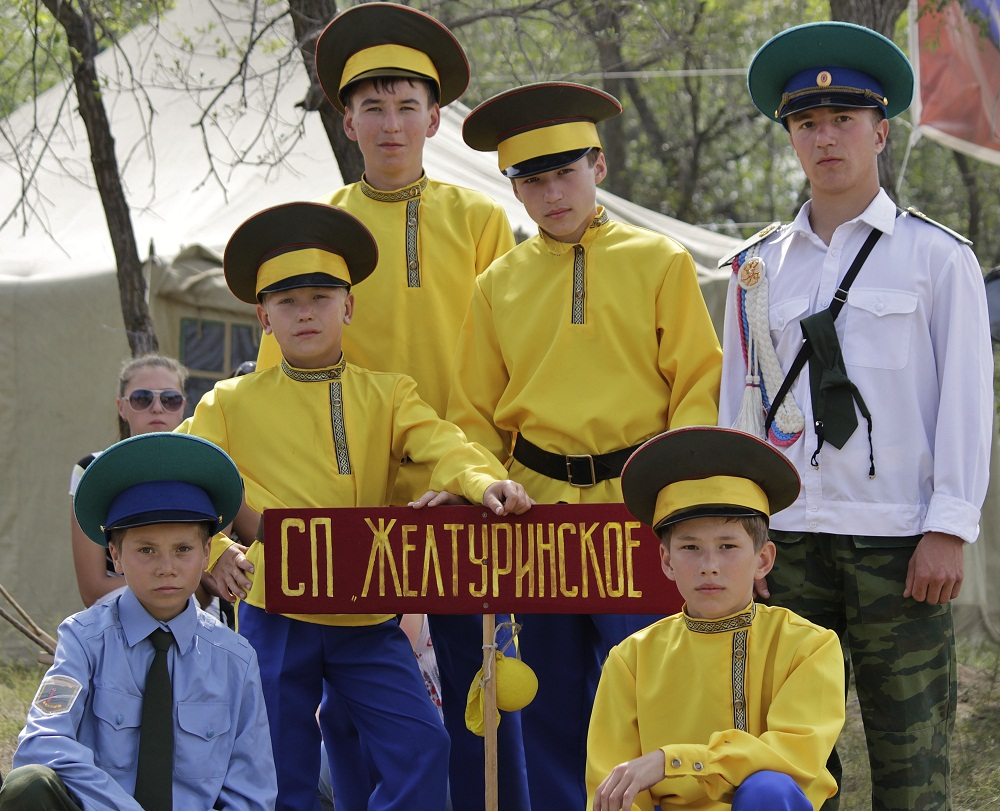
Казачки Желтуринской станицы
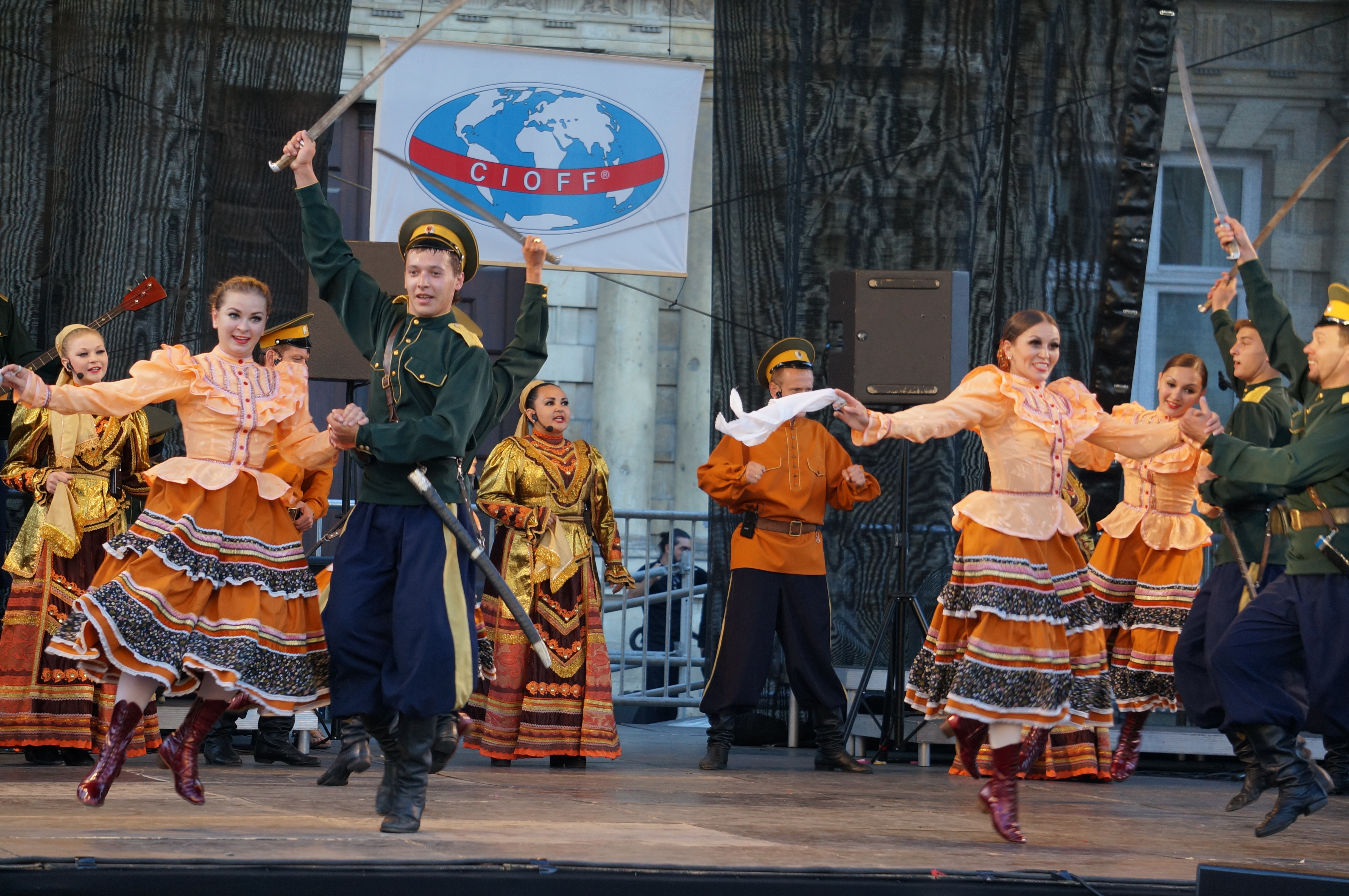
Ансамбль песни и пляски «Забайкальские Казаки»
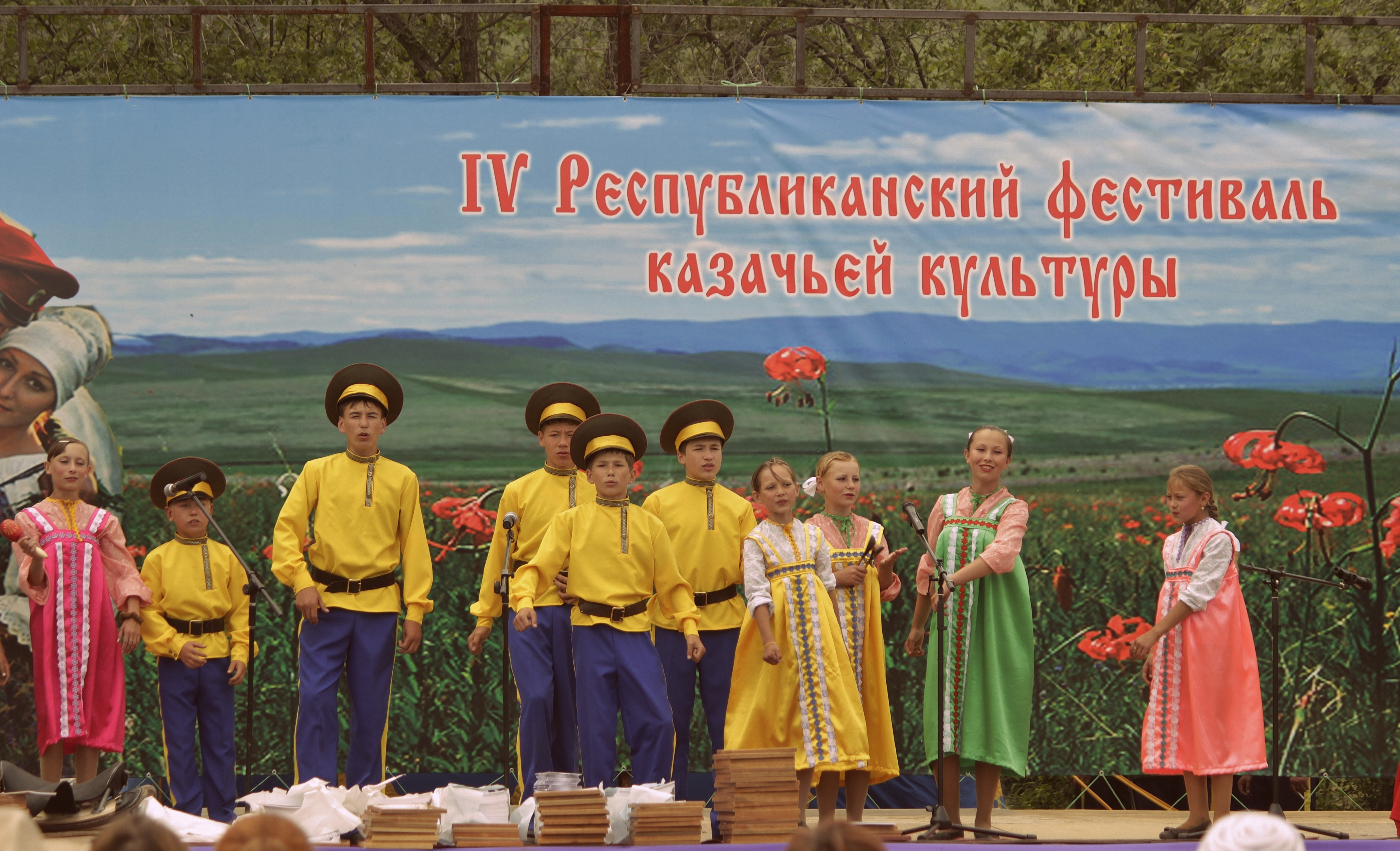
Казачий фестиваль
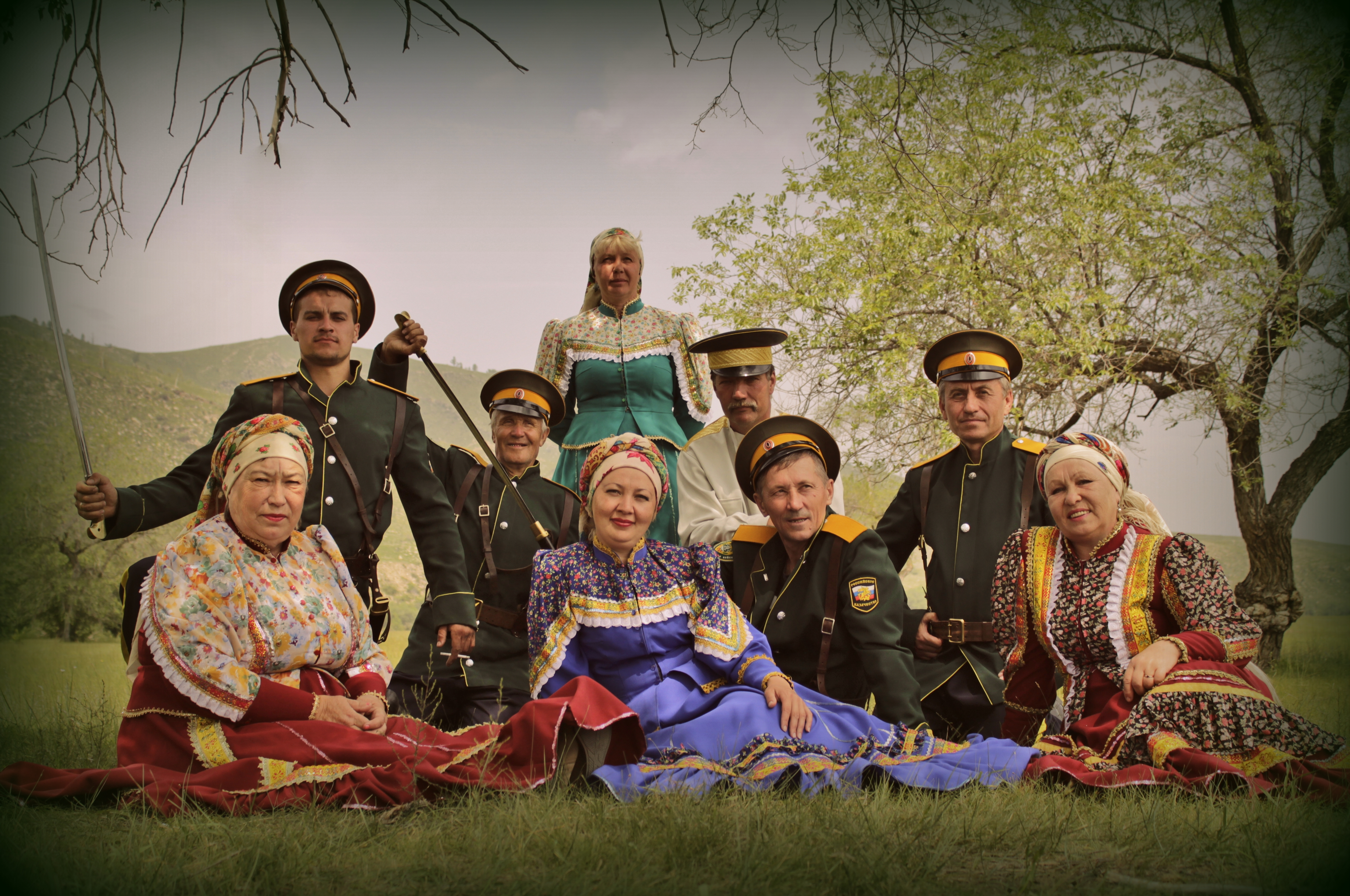
Казаки из Джиды